# Heil
Heil betekent oorspronkelijk geluk en zegen. Het is het antoniem van onheil, wat pech, (groot) ongeluk of rampspoed betekent.
Het wordt ook gebruikt in groeten, zoals "Heil Hitler!" in Nazi-Duitsland.

## Etymologie
Het woord 'heil' stamt af van het Germaanse *χaila-/ *χaili- dat (als adjectief) "heel" betekent. Het is verwant aan het Engelse whole, "heel" en holy, "heilig", "gewijd". Het is ook verwant aan het Noord-Germaanse heill, "gezondheid". In de tussenfases droeg het in bijna alle taalvoorlopers van de moderne talen de gedachte van 'toeval' of '(gunstig) voorteken' in zich.

## Religieus gebruik
In religieuze zin betekent heil redding en verlossing. De meeste religies beogen het heil van de gelovigen en willen de mens een rijker en dieper leven schenken door hem te verlossen van lijden en zonde.

### Christendom
In het christendom betekent 'heil' of 'zielenheil' de verlossing van de zonde en de gevolgen ervan, zoals de dood en het gescheiden zijn van God, door de dood en herrijzenis van Jezus. In oudere vertalingen van het Nieuwe Testament komt de term 'heil' voor als vertaling van het Koinè-Griekse sotēría (σωτηρία), wat in moderne vertalingen meestal vertaald wordt met 'redding', zoals in het Evangelie volgens Lucas: "Want met eigen ogen heb ik de redding gezien."
In de theologie wordt de leer over het heil soteriologie genoemd en valt binnen het gebied van de systematische theologie. Op hoofdlijnen is de consensus in het christendom dat heil gelegen is in de aanvaarding van het evangelie van Gods liefde en is het soms ook verbonden met de sacramenten. De Latijnse uitdrukking extra ecclesiam nulla salus betekent dat er buiten de Kerk geen heil bestaat.